# Olga Medvedcevová
Olga Velerjevna Medvedcevová (předtím Pylevová, rodným jménem Zamorozová, rusky Ольга Валерьевна Медведцева, Пылёва, Заморозова; * 7. července 1975, Borodino) je bývalá ruská biatlonistka.
Je držitelkou tří olympijských medailí, zlata z desetikilometrové tratě (stíhací závod) z olympiády v Salt Lake City konané roku 2002, a zlata ze štafety na hrách ve Vancouveru roku 2010 a bronzu ze štafety v Salt Lake City. Stříbro z patnáctikilometrové tratě z olympiády v Turíně roku 2006 jí bylo odebráno kvůli prokázanému dopingu, konkrétně kvůli užití léku carphedon. Předchozí medaile jí byly nicméně ponechány a bylo jí dokonce umožněno startovat na další olympiádě, poté si odpykala dvouletý trest. Ruská výprava vinu za užití zakázané látky v Turíně svalila na osobního lékaře Medvedcevové. Ta má ve sbírce rovněž šest zlatých medailí z mistrovství světa, pět ze štafet a jednu individuální - z patnáctikilometrové tratě na šampionátu v Oberhofu roku 2004. Toho roku také dosáhla svého nejlepšího celkového výsledku na Světovém poháru, když skončila druhá. Biatlonovou kariéru ukončila roku 2010.